# Pirity Mátyás
Pirity Mátyás (Szentes, 1911. december 28.  –  Budapest, 2003. május 17.) magyar vadászrepülő , utasszállító pilóta.

## Életpálya
Magyarország egyik legsokoldalúbb, leghányatottabb sorsú vadászrepülő és utasszállító pilótája. Kovácsa volt 1939-ben a szobránci légi győzelemnek.
A Téli háborúban, a szovjet–finn háborúban, finn felhívásra Békássy Vilmos és Pirity Mátyás tartalékos repülőtisztek önkéntesnek jelentkeztek. 1939. december 16-án léptek a Finn Légierők szolgálatába, és a 26. vadászszázad állományába vezényelték őket. A század a 2. repülőezredhez tartozott, melynek kiegészítő parancsnoksága a Hämeenlinna melletti Prolában volt. Megérkezésükkor szerződést írtak alá, melyben hat hónapi szolgálatra kötelezték magukat, vagy ha a háború előbb érne véget, akkor a háború végéig teljesítenek szolgálatot. Békássynak zászlósi, Piritynek hadnagyi rangot ismertek el. A vadásziskolán átképzésen vettek részt. Pirity 1940. február 15. és 1940. március 13. között a FA-1 lajstromjelű Fiat G.50 típusú repülőgépével 22 harci bevetést teljesített, ezek egyike során egy szovjet bombázó repülőgépet megrongált. 1940. március 24-én Mannerheim tábornagy 38. számú napiparancsában köszönte meg a külföldi önkéntesek Finnország védelmében kifejtett önfeláldozó harcát.
Részese volt 1942-ben a Magyar Légiforgalmi Rt. (MALERT) -pernek. A szovjet-finn háborúban nyújtott szolgálatai miatt 1948-ban elbocsátották a Magyar–Szovjet Polgári Légiforgalmi Részvénytársaság (MASzOVLET)-től. Családjával külföldre menekült az üldözések elől. Fogságba esett. Mind a németek, mind az Államvédelmi Hatóság részeként tevékenykedő Magyar Államrendőrség Államvédelmi Osztálya (ÁVÓ) bebörtönözte, barátai szabadlábra segítették.

## Sportegyesületei
Műegyetemi Sportrepülő Egyesület 

## Írásai
Mátyásföldtől Bankstownig címmel megírta élettörténetét

## Szakmai sikerei

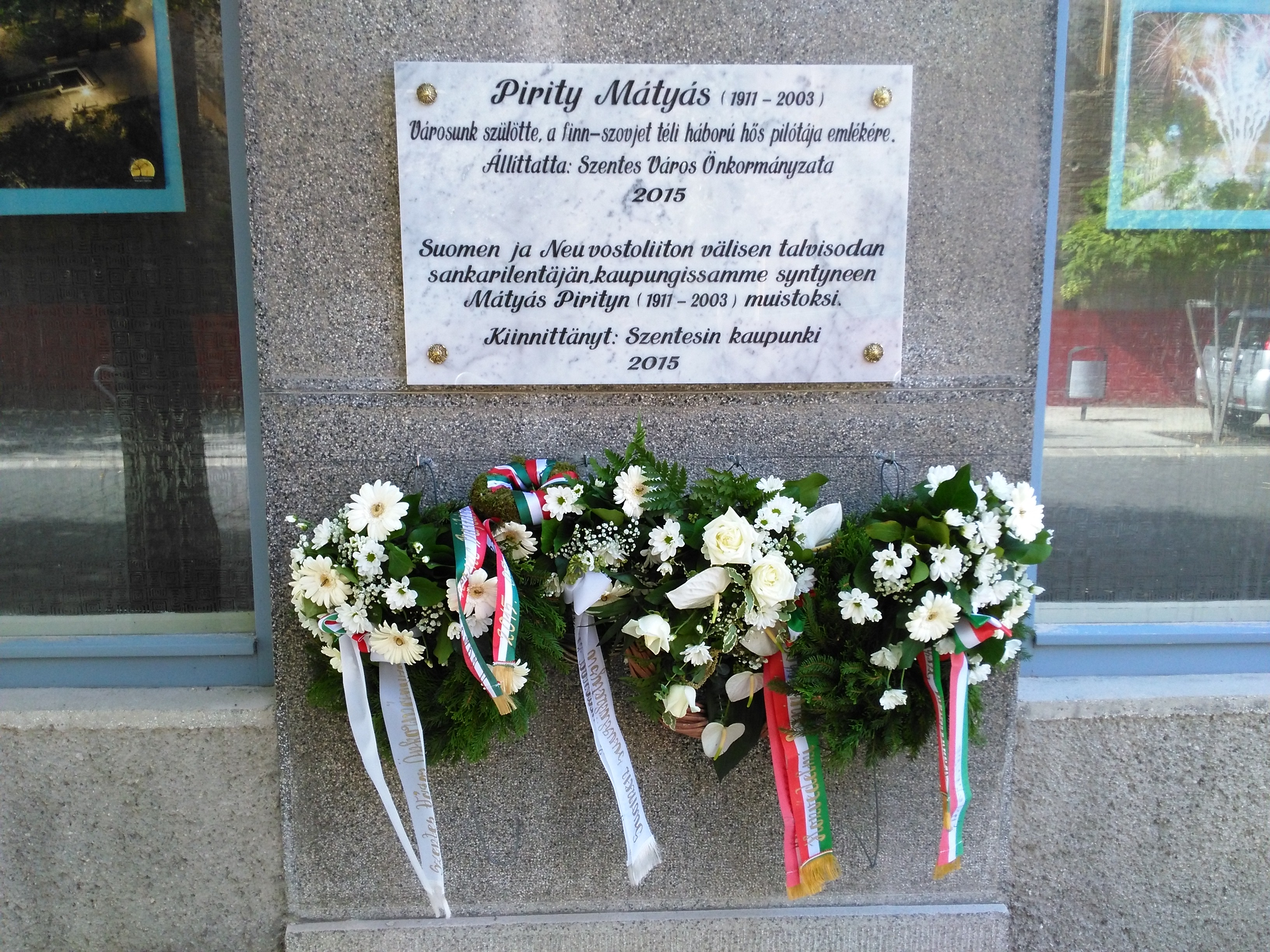
Pirity Mátyás (1911-2003) vadászrepülő emléktáblája Szentesen

- 1940. február 24-én megkapta a Honoris Causa (Nr. K. 6O) Finn Repülőérmet,
- 1990. február 17-én a budapesti finn nagykövetségen vette át Risto Hyvärínnen finn nagykövettől Mannerheim tábornagy 1940. évi köszönőlevelével a hadi emlékérmet a "Hadra kelt Sereg" szalaggal,